# Pontboset
Pontboset es una localidad y comune italiana de la región del Valle de Aosta, con 186 habitantes.

## Evolución demográfica
| Gráfica de evolución demográfica de Pontboset entre 1861 y 2011 |
|                                                                 |
| Fuente ISTAT - elaboración gráfica de Wikipedia                 |